# Katterfinken
Ein Katterfinken ist ein Heller, der in der Stadt Görlitz im 15. Jahrhundert geprägt wurde, in der Literatur auch Görlitzer Heller genannt.

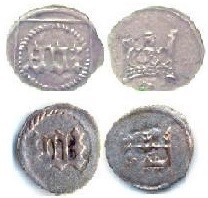
Katterfinken, oben in einer älteren Form mit einem Rechteck auf dem Avers

Auf dem Avers trägt er die gotischen Buchstaben gor oder GOR (für gorelic/Görlitz), auf dem Revers die böhmische Wenzelskrone. Diese Zeichen können je Auflage unterschiedlich aussehen und auch verschieden gerahmt sein: Mit Schnurkranz oder außerdem in einem Rechteck.
Die Größe ist 13–15 mm, das Gewicht etwa 0,35–0,40 g. Der Görlitzer Numismatiker Rudolf Scheuner schrieb 1892, dass nach Prüfung von ungefähr 800 Exemplaren das Gewicht zwischen 0,22 und 0,57 g lag, meistens allerdings zwischen 0,40 und 0,45 g. Ebenso unterschiedlich ist die Darstellung der Krone, mal breit und niedrig, mal hoch und schmal.
Zunächst wurde in 333er Silber gemünzt, aber bald nur zu 250 fein, im Jahre 1465 noch zu 218 fein, dann noch zu 188 fein. Es ist bekannt, dass der Feingehalt immer schlechter wurde. Letztendlich wurden diese durch reichlichen Kupferzuschlag rötlichen Münzen mittels Weißsieden verschönert.
Ursprünglich wurden die Görlitzer Heller als Kattersinken bezeichnet. Später kam die Bezeichnung Katterfinken auf (vermutlich durch einen Lesefehler, indem das lange s der gotischen Druckschrift mit „f“ verwechselt wurde). „Die Bedeutung und Herkunft dieser Bezeichnungen können wir heute nicht mehr klären.“
Die Buchstabenfolge von GOR ist bei manchen Jahrgängen oder Auflagen sehr eng. In dieser Komposition sehen manche böhmischen Historiker ein großes „W“ als Reverenz und Hinweis auf den König Wladislaw.
2 Kattersinken waren 1 Putschänel wert („eine alte böhmische Scheidemünze von Silber um 1550“), 6 einen Kreuzer, 360 einen Gulden.